# Porzana paykullii
Porzana paykullii е вид птица от семейство Rallidae. Видът е почти застрашен от изчезване.

## Разпространение
Видът е разпространен във Виетнам, Индонезия, Китай, Малайзия, Русия, Северна Корея, Тайланд и Южна Корея.